# 부갑상샘암종
부갑상샘암종(Parathyroid carcinoma) 또는 부갑상선암종은 부갑상선선종이 암종으로 진행되는 희귀암이다. 이는 하나 이상의 부갑상샘의 조직에서 형성된다. PTH는 뼈에서 칼슘 재흡수를 촉진하여 신체가 혈청 칼슘의 정상적인 수준을 유지하도록 돕는다. 이는 칼슘 저장을 촉진하는 호르몬 칼시토닌에 의해 길항된다.
1904년 처음 발견된 이후 기록된 사례가 1,000건 미만으로 매우 드물다. 부갑상선 선종보다 훨씬 덜 흔하다. 절제가 어려울 수 있다. 부갑상선암의 발생률은 0.5~5%이다.

## 징후 및 증상
대부분의 환자는 중등도에서 중증의 고칼슘혈증과 높은 부갑상선 호르몬 수치를 경험한다. 목에 큰 종괴가 나타나는 경우가 많고, 신장과 뼈의 이상이 흔하다.

## 위험 인자
부갑상샘암종은 중년의 남성과 여성 모두에서 동일한 비율로 발생한다.
부갑상샘암종의 발생의 위험이 증가할 수 있는 요소로 다발성 내분비 신경종양 1형, 가족성 고립성 부갑상선기능항진증(Autosomal dominant familial isolated hyperparathyroidism) 및 부갑상선기능항진-턱 종양 증후군(Hyperparathyroidism-jaw tumor syndrome)이 포함된다. 부갑상샘암종은 외부 방사선 노출과 관련이 있을 수 있지만 대부분의 연구는 방사선과 부갑상선샘종과의 연관성을 더 흔한 것으로 설명하고 있다.

## 진단
세스타미비 부갑상샘 스캔(Sestamibi parathyroid scan)에서 40세 이상인 사람 중 혈액 검사 고농도의 부갑상샘 호르몬 농도를 보이면서 지연 영상에서 턱밑샘보다 강한 방사능을 보이고 초기 이미지와 지연 이미지 간의 워시아웃이 관찰되지 않는 경우에 부갑상샘암종의 가능성을 시사한다. 일부 연구자들은 인체 융모 성선자극호르몬(hCG)의 높은 농도를 부갑상샘암종의 표지자로 제시하고 있다. 그러나 다결절 갑상샘종, 하시모토 갑상샘염, 갑상샘선종 및 갑상샘암과 같은 다른 갑상샘 질환들도 높은 대사성을 유지하는 질환의 특징 때문에 방사성 추적제를 유지할 수 있다. 따라서 최종 진단은 항상 해당 조직의 병리학적 검사가 필요하다.

## 치료
부갑상샘암은 때로 원발성 부갑상샘기능항진증 수술 중에 진단된다. 수술 중 의사가 부갑상샘암을 의심할만한 심각도나 주변 조직으로의 침범을 의심하는 경우 수술적인 제거가 이루어지며, 갑상샘 및 주변 조직의 제거도 포함될 수 있다.
칼슘유사체(예: 시나칼세트)와 같은 약물은 칼슘을 모방하여 부갑상샘 칼슘 감지 수용체(parathyroid calcium-sensing receptor)를 활성화 시켜(부갑상샘이 실제 가지고 있는 칼슘의 양 보다 많이 가지고 있다고 착각하게 만듦) 칼슘농도를 낮추어 고칼슘혈증을 치료하는데 사용된다.